# Alex A. Quinn
Alexander Anthony Quinn, född 30 december 1976 i Beverly Hills, Kalifornien, son till Anthony Quinn, amerikansk skådespelare.

## Filmografi
- 2003 – Starving Hysterical Naked
- 2004 – Last Goodbye
- 2005 – An Existential Affair
- 2005 – The Devil Inside